# 厄纳螺属
厄纳螺属（学名：Heudiella）是烟管蜗牛科的一属。

## 下属物种
本属包括以下物种：
- 克氏厄纳螺 Heudiella krejcii (Haas，1933)
- 奥氏厄纳螺 Heudiella olivieri Annandale，1924